# The Nigger Boy's Revenge
The Nigger Boy's Revenge è un cortometraggio muto del 1904 diretto da Lewin Fitzhamon.

## Trama
Un ragazzo nero taglia un'amaca provocando così la caduta della coppia seduta sopra.

## Produzione
Il film fu prodotto dalla Hepworth.

## Distribuzione
Distribuito dalla Hepworth, il film - un cortometraggio della lunghezza di trenta metri - uscì nelle sale cinematografiche britanniche nel settembre 1904.
Non si hanno altre notizie del film che si ritiene perduto, forse distrutto nel 1924 quando il produttore Cecil M. Hepworth, ormai fallito, cercò di recuperare l'argento del nitrato fondendo le pellicole.